# Benjamin-Gunnar Cohrs
Benjamin-Gunnar Cohrs est un chef d'orchestre, enseignant, compositeur et producteur de musique allemand, né le 21 septembre 1965 à Hamelin et mort le 21 novembre 2023.

## Biographie
Cohrs commença sa carrière de chef d'orchestre début 1984 avec l'orchestre de l'école de musique de Hamelin, où il suivit une formation musicale depuis 1972 (flûte, piano, écoute musicale, théorie musicale). La même année, il fonda l'orchestre de cordes de Hamelin, qui joua un grand nombre de morceaux du répertoire musical des cordes, jusqu'en 1992.
De 1986 à 1989, il prit des cours particuliers de direction d'orchestre avec le chef d'orchestre et compositeur italien Nicola Samale, puis de 1989 à 1994 avec Hans-Joachim Kauffmann, Hidenori Komatsu et Susanne Meier au Conservatoire de Brême. Il participa à plusieurs projets musicaux, avec de nombreux chefs d'orchestre, et joua devant plusieurs chœurs et orchestres. Son examen de concertiste, en 1994, inclut des morceaux de Felix Mendelssohn, Jean Sibelius ou Frank Martin, ainsi que la Cinquième symphonie de Ralph Vaughan Williams, jouée et enregistrée pour la première fois à Brême. En 1996, il termina un diplôme de musicologie à l'Université d'Adélaïde, après quoi il obtint une bourse de l'Office allemand d'échanges universitaires.
Par la suite, il se lança dans une carrière de chef d'orchestre, d'éditeur, d'enseignant et de producteur de musique. Il obtint son doctorat de musicologie à l'Université de Hambourg en 2009. Il commença sa carrière internationale en novembre 2000, au Bolchoï de Moscou, en travaillant avec l'orchestre national russe. En mars 2001, il participa à un concert de la Philharmonie hongroise, qui se termina avant la fin, du fait de raisons politiques. Puis il travailla avec la Philharmonie royale des Flandres, l'Orchestre symphonique de Sarajevo et la Philharmonie Janáček. Avec cette dernière, il présenta à Gmunden la première de la version complétée de la Neuvième symphonie d'Anton Bruckner.
En septembre 2013, il présenta la première de sa nouvelle version du Requiem de Mozart en Allemagne, à Brême et à Dortmund. Depuis 1996, il contribua à des revues de musique, présenta des conférences et des programmes à la radio, écrivit des programmes, des livrets et des résumés de conférences sur la musicologie et devint éditeur de musique.
De 1995 à 2012, il participa à l'édition viennoise des œuvres complètes de Bruckner auprès de la Musikwissenschaftliche Verlag. Il devint un spécialiste reconnu de Bruckner, notamment du fait de son travail sur la Neuvième symphonie. Il fit partie de l'équipe éditoriale de Nicola Samale, qui participa à compléter le final inachevé de la Neuvième symphonie, de 1986 à 2006. Pour le magazine Musik Konzepte, il compila un important travail : Neuvième de Bruckner dans le purgatoire de la réception, à la demande des éditeurs, Heinz-Klaus Metzger et Rainer Riehn. Il édita aussi de nouvelles versions de la Symphonie inachevée de Franz Schubert, ainsi que de la Grande messe et du Requiem de Mozart, travaux effectués d'après les partitions originales.
À partir de 2012, il fut responsable de l'édition viennoise des oeuvres complètes de Bruckner, éditée à Vienne par le groupe de publication d'Alexander Hermann, dans laquelle toutes les oeuvres de Bruckner apparaissent dans une version nouvelle et moderne. Dans le premier volume des œuvres complètes, dirigé par Nikolaus Harnoncourt, se trouve la Septième symphonie, présentée le 2 mai 2015 à la Scala de Milan, le 3 mai 2015 au Musikverein de Vienne, et à la Philharmonie de Berlin.

## Édition de musique
- Lili Boulanger: Thème et variations pour piano, 1915, Cologne, 2005.
- Anton Bruckner: Symphonie nº 9, partition et extraits, nouvelle édition critique, édition complète des oeuvres de Bruckner, Vienne, 2000.
- Anton Bruckner: Symphonie nº 9, finale inachevé, édition complétée avec Nicola Samale, John Alan Phillips et Giuseppe Mazzuca, 1986, 1992, 1996; édition révisée avec Nicola Samale, 2005, 2008, 2012, Munich, 2012.
- Anton Bruckner: scherzo et trio, autres trios avec solos de violon alto, édition complète des oeuvres de Bruckner, Vienne, 1998.
- Anton Bruckner: Symphonie nº 9, 2 trios plus anciens, Vienne, 1998.
- Frank Martin: Sonata da Chiesa pour flûte et orchestre à cordes, 1993, 1994; nouvel arrangement à la demande de Maria Martin, Vienne, 1997.
- Wolfgang Amadeus Mozart: Grande Messe, Credo et Agnus Dei, édition d'après les sources originales, Munich, 2010.
- Wolfgang Amadeus Mozart: Requiem, nouvelle version, Munich, 2013.
- Erik Satie: Trois Gymnopédies, arrangement pour harpe et orchestre à cordes, Vienne, 2006.
- Franz Schubert: Symphonie nº 8, D 759, inachevée, Scherzo D 759/3, édition complétée avec Nicola Samale, mouvement orchestral D 797/1, finale, Munich, 2008.

## Sélection de publications
- Le finale de la neuvième symphonie d'Anton Bruckner, histoire, documents, travaux, présentation des fragments, dissertation, Vienne, 2012.
- Neuvième de Bruckner dans le purgatoire de la réception, Munich, 2003.
- Anton Bruckner: la neuvième symphonie, scherzo, trio et adagio, édition complète des oeuvres de Bruckner, Vienne, 2001.

## Composition musicale
- L´Amour perdu - opus 4, berceuse pour piano, dédié à Ole Georg Graf, 1993, version pour orchestre, 1999.
- Trois pastorales - opus 3, pour flûte et clarinette, dédié à Michael Donner, 1991.
- Jésus, ta passion - opus 2, choral pour orgue, dédié à la mémoire de Sebastian Hedemann, 1987, 1991.
- Viens, Seigneur, bénis-nous - opus 1, motet pour chœur mixte, flûte et orgue, dédié à Daniela Scholz, 1980, 1984.